# Нівелювання

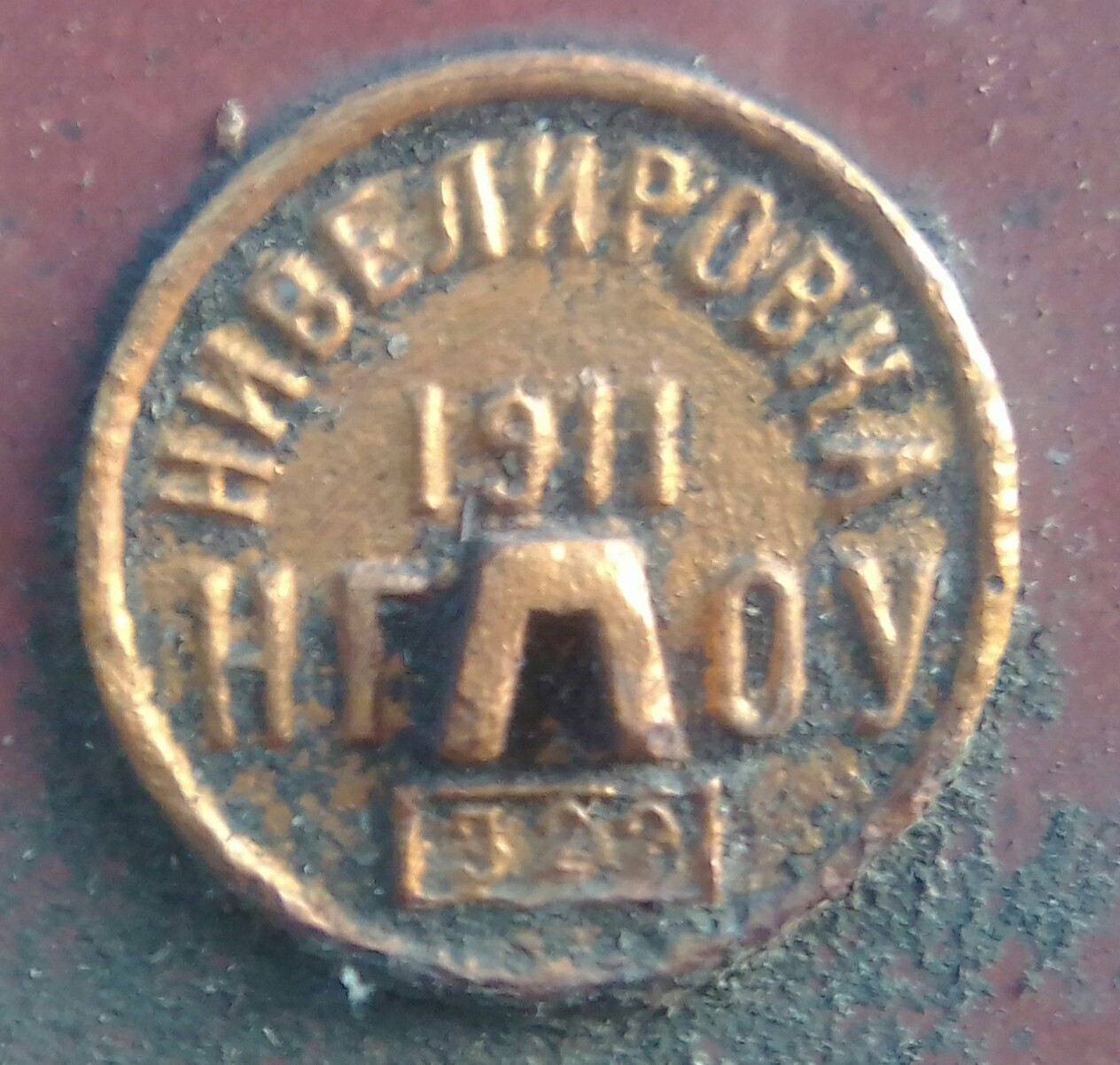
Нівелірна марка на Нікольській вулиці, 29/1 у Миколаєві

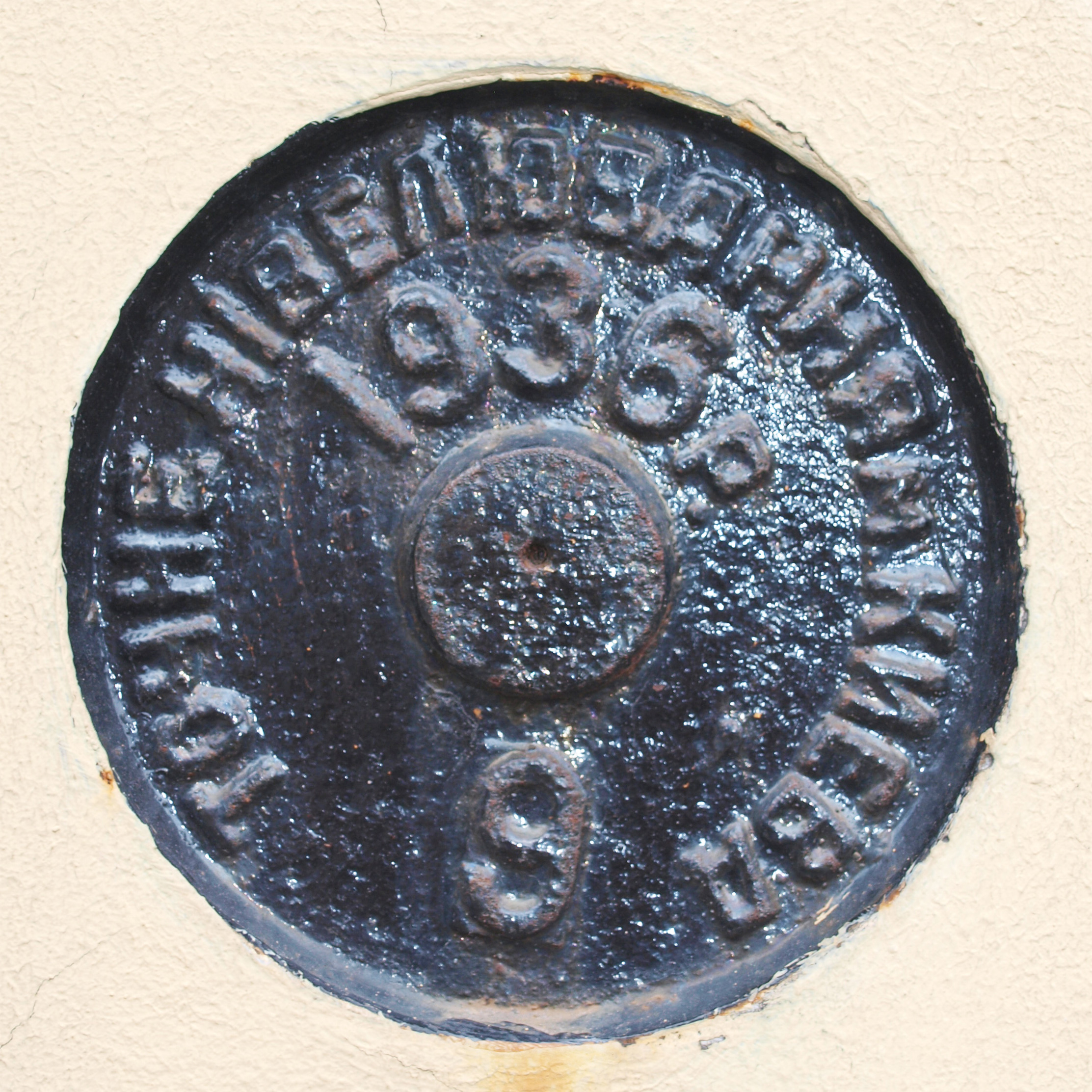
Нівелірна марка на Великій Васильківській, 98 в Києві, 1936

Нівелювання (рос. нивелирование, англ. levelling, нім. Nivellieren n, Nivellierung f, Nivellement n, Abwägekunst f) — визначення перевищень між пунктами місцевості або гірничих виробок.

## Загальні відомості
В результаті нівелювання одержують відмітки або висоти пунктів та нівелірних знаків. Якщо відома висотна відмітка НА відносно рівневої поверхні для точки А, то в результаті геометричного нівелювання можна отримати висотну відмітку точки В за формулою
НВ=НА+ hВА, мммм нівельовка
в якій перевищення hВА= b — a, де a і b відповідно — відліки по задній і передній нівелірних рейках при нівелюванні (напрям нівелювання на малюнку зліва направо).
Символом ГП (горизонт приладу) позначено висоту візирного променя нівеліра над рівневою поверхнею.
Нівелювання — один з видів геодезичних вимірювань, які проводять для створення висотної опорної геодезичної мережі і при топографічній зйомці, а також при вивченні фігури Землі. У цьому випадку визначають висоти або перевищення точок місцевості відносно деякої вибраної точки або над рівнем моря. Точки нівелювання закріпляють на місцевості реперами і марками. Створено державну нівелірну мережу високої точності.
Нівелірні знаки (рос. знаки нивелирные, англ. levelling marks; нім. Nivellierzeichen n pl) — знаки, що закріплюють на місцевості для позначення пунктів геометричного нівелювання. Розрізнюють постійні та тимчасові Н.з. Конструктивно виконуються у вигляді фундаментних та ґрунтових реперів, стінних марок та ін. Служать основою для забезпечення висотними відмітками будь-яких робіт (будівництво, транспорт, маркшейдерська справа тощо).

## Різновиди нівелювання
За призначенням розрізняють технічне і загальнодержавне нівелювання. За точністю останнє поділяють на 4 класи (I, II, III, IV), за методами вимірювання розрізнюють нівелювання: геометричне, тригонометричне (геодезичне), барометричне, гідростатичне й автоматичне .
Н. геометричне — полягає у визначенні перевищень за допомогою горизонтального променя візування з застосуванням нівеліра і рейок.
Н. тригонометричне (геодезичне) — полягає у визначенні перевищень за допомогою похилого променя візування. Вимірюються кут нахилу або зенітна відстань візирного променя, похила віддаль (в тригонометричному Н.), висоти установки приладу і точки візування.
Н. гідростатичне — визначення перевищень виконується приладами, що діють на принципі сполучених посудин.
Н. барометричне — визначення перевищень здійснюється через вимірювання атмосферного тиску у визначених точках земної поверхні з урахуванням температури повітря.
Н. автоматичне — визначення відміток точок і побудова профілю місцевості або рейкових шляхів у гірничих виробках досягається за допомогою нівелірів-автоматів (механічних або електромеханічних).

## Нівелювання площі
Нівелювання площі — визначення висот точок земної поверхні, рівномірно розташованих за геометрично правильною схемою, наприклад, по прямокутній сітці. Застосовується для зйомки порівняно рівнинних ділянок. За результатами нівелювання площі зручно виконувати планування промислових майданчиків при будівництві шахт, визначати обсяги земляних робіт, виконувати рекультиваційні роботи та ін.